# Per-Gunnar Andersson

För racerföraren med samma namn, se Peggen Andersson.  
Per-Gunnar Andersson, PG, född 1980 i Årjäng i Värmland, är en svensk före detta professionell rallyförare.

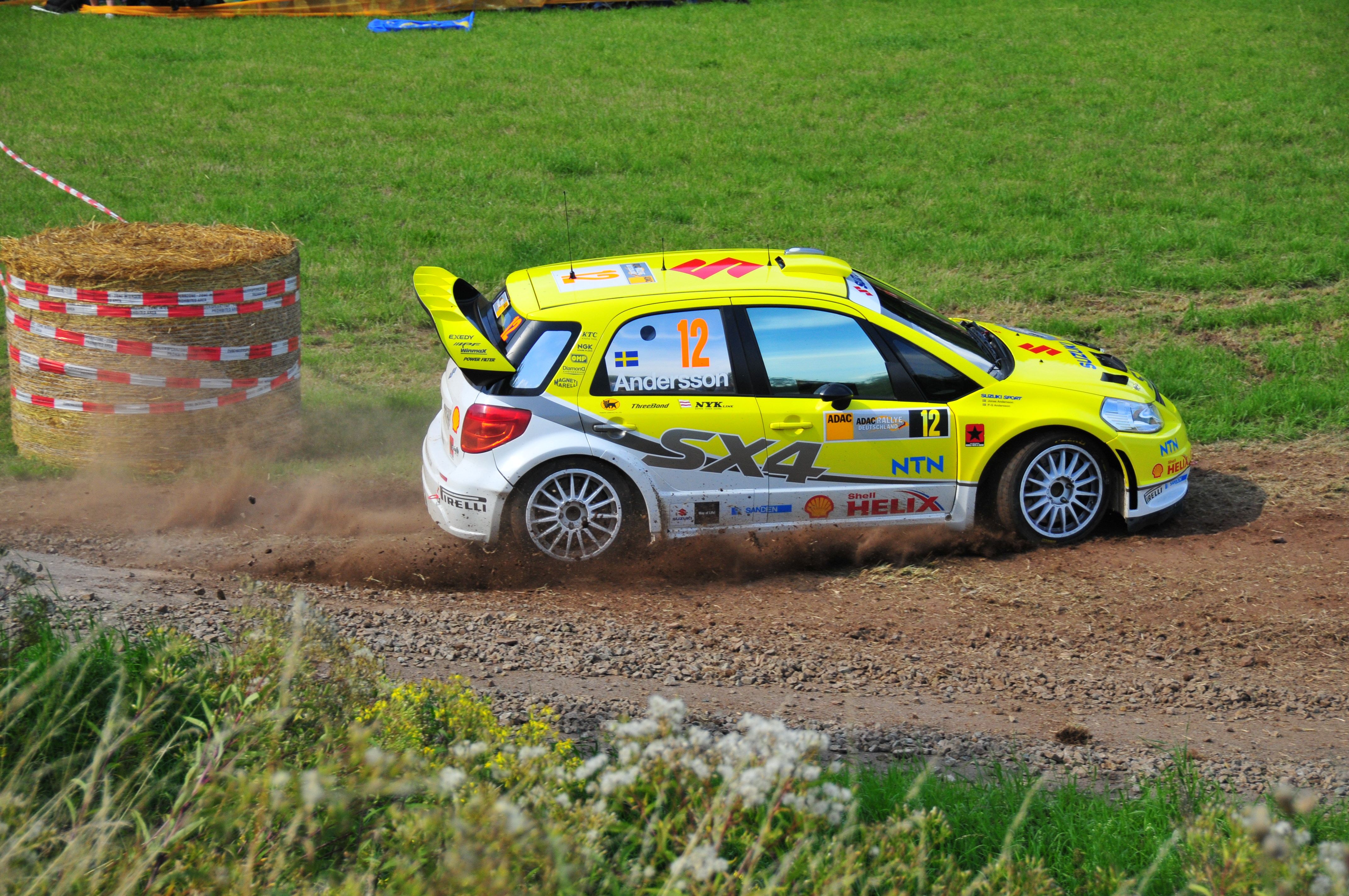
Andersson under sin tid som fabriksförare för Suzuki i WRC-klassen. Här i Tyskland 2008.

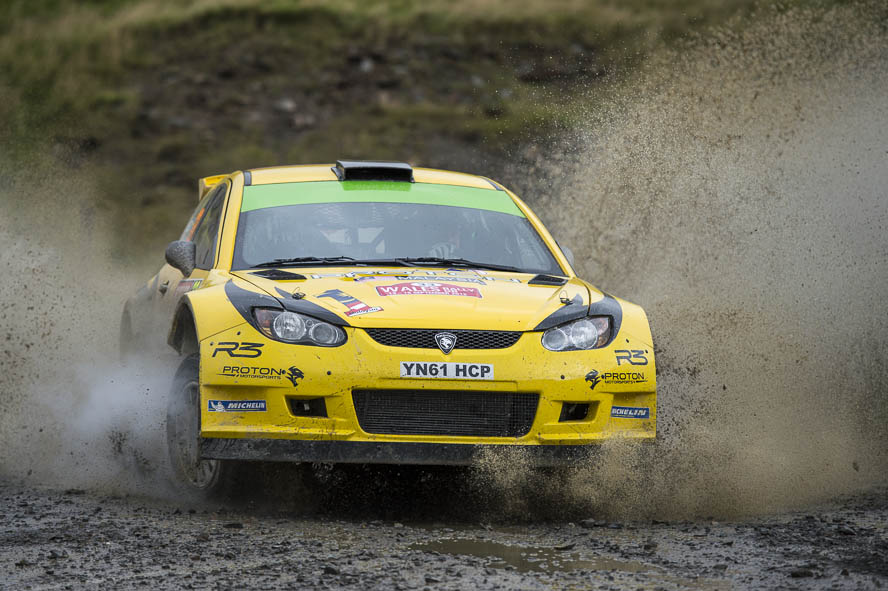
Andersson under Wales Rally GB 2012 då han körde för Proton i WRC-2 klassen.

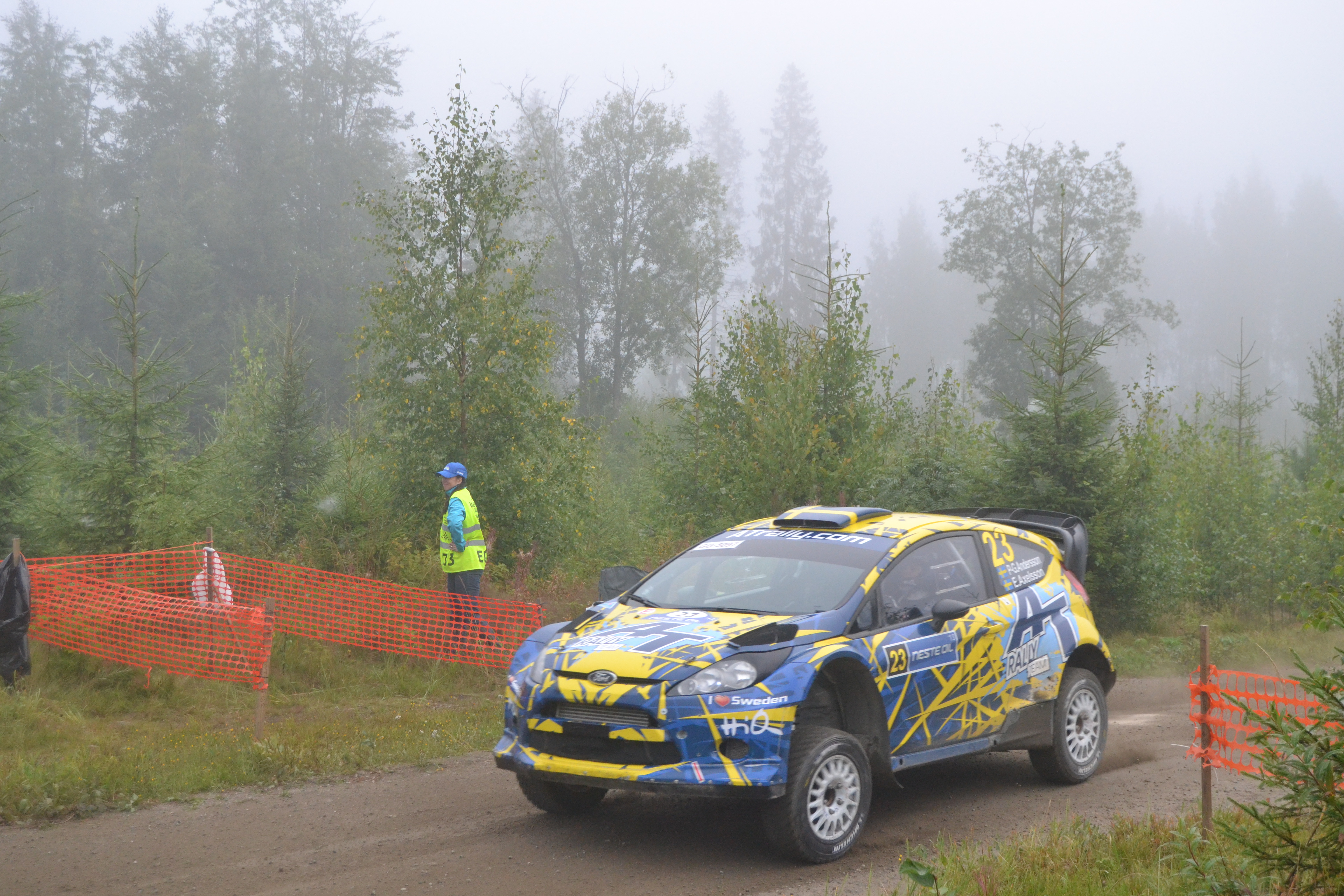
PG i en Fiesta S2000 i WRC-2 klassen under Rally Finland 2013.

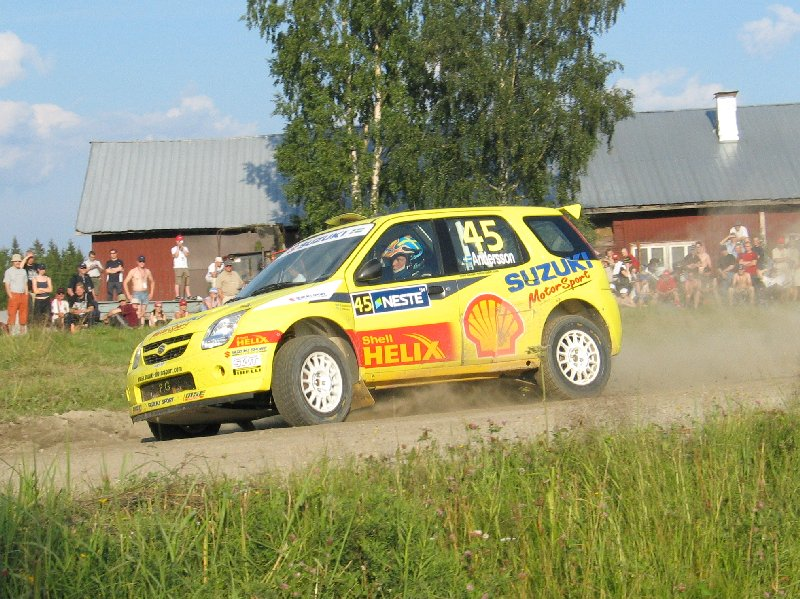
På väg mot JVM-guld i Finland 2004.

## Karriär

### Suzuki
Andersson har bland annat vunnit Junior-VM i rally, 2004 då han körde en Suzuki Ignis och 2007 med en Suzuki Swift.
Han debuterade i internationella sammanhang i Finska rallyt år 2003. Efter tävlingen anställdes han av Suzuki. Till följd av framgångarna i Junior-VM beslöt Suzuki att bygga en WRC-bil till säsongen 2008. Andersson debuterade med en åttondeplats i Monte Carlo-rallyt. Det blev dock bara en säsong för Suzuki som la ned satsningen efter 2008. Detta var också slutet på Anderssons karriär i största klassen i WRC.

### Proton och WRC-2
2012 körde han WRC 2, en supportklass, för Malaysiska Protonteamet.
Anderssons co-driver under sin professionella karriär var Jonas Andersson (ej släkt), som 2009-2016 var Mads Østbergs co-driver och från 2016 är Pontus Tidemands co-driver.

### Rallycross
Efter sin professionella rallykarriär har Andersson bl.a. tävlat i Rallycross. Han körde Rallycross-VM 2015 för Marklund Motorsport i en Volkswagen Polo RX.

## Statistik

### 2008
- Monte Carlo - 8:a (WRC)
- Sverige - Bröt (WRC)
- Mexiko - Bröt (WRC)
- Argentina - 24:a (WRC)
- Jordanien - Bröt (WRC)
- Italien - 10:a (WRC)
- Grekland - 11:a (WRC)
- Turkiet - Bröt (WRC)
- Finland - Bröt (WRC)
- Tyskland - 15:e (WRC)
- Nya Zeeland - 6:a (WRC)

### 2007
- 1:a i Norge (JVM)
- 1:a i Portugal (JVM)
- 2:a i Italien (JVM)
- 1:a i Spanien (JVM)
- 4:a i Frankrike (JVM)
- Juniorvärldsmästare

### 2006
- 3:a i Argentina (JVM)
- 4:a i Italien (JVM)
- 2:a i Finland (JVM)
- 3:a i junior-VM

### 2005
- 6:a i Monte Carlo (JVM)
- 2:a i Mexico (JVM)
- 5:a i Italien (JVM)
- 1:a i Grekland (JVM)
- 4:a i Tyskland (JVM)
- 1:a i England (JVM)
- 2:a i junior-VM

### 2004
- 9:a i Monte Carlo (JVM)
- 12:a i Svenska Rallyt (Grupp N)
- 1:a i JVM Turkiet (JVM)
- 1:a i Finland (JVM)
- 1:a i Italien (JVM)
- 2:a i Spanien (JVM)
- Juniorvärldsmästare